# Kyselina ellagová

Molekula kyseliny elagové

Kyselina ellagová (též kyselina elagová, systematický název 2,3,7,8-tetrahydroxy-chromeno[5,4,3-cde]chromen-5,10-dion, sumární vzorec C14H6O8) je polyfenolický antioxidant obsažený v mnohém ovoci a zelenině, včetně malin, jahod, brusinek, vlašských a pekanových ořechů, granátových jablek a dalších rostlinných plodů. Protinádorové a antioxidační vlastnosti kyseliny ellagové iniciovaly předběžný výzkum potenciálních zdravotních přínosů konzumace této kyseliny.

## Výskyt v přírodě
Rostliny produkují kyselinu ellagovou a převádějí ji do formy taninu, známého jako ellagotaniny. Tyto látky jsou glukosidy, které ve vodě snadno hydrolyzují za opětovného vzniku kyseliny ellagové, k čemuž dochází při konzumaci rostlin.
Kyselina ellagová je také zásadní součástí několika taniny tvořících rostlin, které produkují kategorii taninů známou jako gallotaniny. Tyto látky při hydrolýze dávají kyseliny ellagovou a gallovou. Do velké skupiny těchto rostlin patří i Terminalia chebula a Terminalia belerica, dva příbuzné druhy, které jsouv v ájurvédské medicíně známy jako Trifala.
Největší koncentrace kyseliny ellagové jsou obsaženy v jahodách, malinách, brusinkách a hroznovém víně.

## Předpokládané přínosy pro zdraví
Kyselina ellagová má protinádorové a antioxidační vlastnosti v mnoha in vitro modelech a u malých zvířat. Protinádorové vlastnosti kyseliny ellagové jsou založeny na schopnosti přímé inhibice vazby některých karcinogenů (včetně nitrosaminů a polycyklických aromatických uhlovodíků) na DNA. Podobně jako jiné polyfenolické antioxidanty, má kyselina ellagová v buněčných modelech chemoprotektivní účinek omezováním oxidačního stresu.
Tyto vlastnosti vyvolaly zájem ohledně potenciálního přínosu konzumace kyseliny ellagové pro lidské zdraví. Avšak do roku 2008 bylo hlášeno jen velmi málo studií těchto přínosů. Malý randomizovaný kontrolovaný test zahrnující 19 pacientů se stenózou krční tepny ukázal, že šťáva z granátového jablka, která obsahuje velké množství kyseliny ellagové, snížila krevní tlak a tloušťku tepenné stěny. Kontrolovaná studie z roku 2005 na 48 pacientech podrobovaných chemoterapii nádoru prostaty zjistila, přívod kyseliny ellagové snížil míru neutropenie vyvolané chemoterapií (nevyskytl se však žádný případ závažné neutropenie, a to jak ve skupině s podáváním kyseliny ellagové, tak v kontrolní skupině). Podávání kyseliny ellagové v tomto testu neprodloužilo celkové ani bezprogresní přežití pacientů s nádorem prostaty.
Navzdory velmi předběžnému stavu důkazů podporujících přínosy pro zdraví člověka, se již kyselina ellagová prodává jako potravní doplněk s širokou škálou deklarovaných účinků pro rakovině, nemocem srdce a dalším zdravotním problémům. Kyselina ellagová byla americkým úřadem FDA označena jako "falešná protirakovinná látka, které by se spotřebitelé měli vyhnout". Mnoho amerických prodejců potravních doplňků bylo FDA varováno, že inzerování kyseliny ellagové s uvedenými neprokázanými tvrzeními porušuje zákon.